# La Fare-en-Champsaur
La Fare-en-Champsaur település Franciaországban, Hautes-Alpes megyében. Lakosainak száma 478 fő (2022. január 1.). La Fare-en-Champsaur Gap, Laye, Poligny és Saint-Bonnet-en-Champsaur községekkel határos.

## Népesség
A település népességének változása:
| Lakosok száma | 354  | 409  | 422  | 424  | 473  | 453  | 438  | 433  | 448  | 478  |
|               | 1968 | 1982 | 1990 | 2006 | 2013 | 2015 | 2017 | 2019 | 2020 | 2022 |